# Erich Bauer (Theologe)
Erich Bauer (* 27. Mai 1959 in Beratzhausen) ist ein deutscher Theologe, Hochschulmanager und seit 2016 Vorstandsvorsitzender der Lars und Christian Engel (LUCE) Stiftung.

## Leben
Erich Bauer besuchte nach der Volksschulzeit in Beratzhausen das Albertus-Magnus-Gymnasium in Regensburg. Nach dem Abitur studierte er Katholische Theologie an den Universitäten Regensburg und Innsbruck. 1987 wurde er mit einer Arbeit aus der Reformationsgeschichte um das Dreieck „Politik – Medien – Öffentlichkeit“ zum Dr. theol. promoviert.
In München arbeitete Erich Bauer zunächst als Kulturreferent der Christlich-Sozialen Union (CSU) und Leiter der Öffentlichkeitsarbeit der CSU-Fraktion im Bayerischen Landtag. Nach seinem Wechsel zum Bayerischen Bauindustrieverband leitete er dort die Abteilung Kommunikation und Information, u. a. baute er das EMB – Ethikmanagement der Bauwirtschaft e.V. auf.
Im September 1998 folgte der Ruf an die damalige Fachhochschule Amberg-Weiden auf das Lehrgebiet „Wirtschafts- und Unternehmensethik / Kommunikation“. Von Oktober 2003 bis September 2015 hatte Erich Bauer das Amt des Hochschulpräsidenten inne. Während seiner Präsidentschaft wurden wegweisende Projekte umgesetzt:
- Drei-Säulen-Modell der Hochschulfinanzierung durch Staat, Wirtschaft und Studierende
- Partner-Circle als exklusives Partnersystem mit führenden Unternehmen der Region
- Amberger Modell als einzigartiges Stipendienmodell für Studierende
- Amberger und Weidener Technologiecampus als Technologietransferstellen
- Innovative Lernorte (ILOs) als Kooperationsstrategien zum kreativen Vernetzen der Lehre mit regionalen Partnern

Die ursprünglich kleine Fachhochschule wurde 2008 unter Erich Bauer zur selbstbewussten Hochschule für Angewandte Wissenschaften (HAW) und im Verbund mit der Hochschule Regensburg im Jahr 2013 zur Ostbayerischen Technische Hochschule (OTH) aufgewertet. Kontinuierlich steigende Studierendenzahlen und die Erweiterung des Studienangebots kennzeichnen die Ära Bauer. Seine Vision von einer Bildungs- und Wissensregion Oberpfalz, geprägt von der Durchlässigkeit der vielfachen Bildungsbiografien prägen bis heute sein Wirken.
Seit 2016 ist Erich Bauer Vorstandsvorsitzender der Lars und Christian Engel (LUCE) Stiftung sowie Geschäftsführer des Überbetrieblichen Bildungszentrums in Ostbayern (ÜBZO) gGmbH und der C4TRENDS GmbH in Weiherhammer. Seine Vision und damit das Ziel der LUCE Stiftung ist, aus der Oberpfalz eine modellhafte Wissensregion mit allen hierfür relevanten Partnern wie Bildungseinrichtungen, Unternehmen, gesellschaftlichen Gruppen, Städten und Kreisen zu schaffen. Wichtig sind ihm die Themen Leben, Arbeiten und Forschen in der digitalen Zukunft; Bildungskonzepte, die sich den permanenten Innovationsprozessen anpassen und allen Generationen gerecht werden. Als Ideengeber für die Region bringt Erich Bauer vielfältige Projekte voran, die die Gestaltung neuer Lebensräume und die Auffrischung von Arbeitsstrukturen forcieren und die berufliche Aus- und Weiterbildung reformieren.

## Aufgaben und Ämter (früher & aktuell)
- Vorstandsvorsitzender des Aufsichtsrates der Atlantik Networxx AG[4]
- Vorsitzender Digital-Ausschuss Bayerischen Landeszentrale für neue Medien (BLM)
- Aufsichtsrat der Bayernwerk AG
- Medienrat der Bayerischen Landeszentrale für neue Medien (BLM)
- Wissenschaftlicher Beirat in der Bayerischen Forschungsstiftung
- Präsidium der Euregio Egrensis Bayern
- Landesvorstand Arbeitskreis Hochschule und Kultur der CSU
- Vorstand Caritasverband Amberg–Sulzbach
- Beirat Stiftung Engel für Kinder[5]
- Vorsitzender Aufsichtsrat der Fotobuch.de Aktiengesellschaft
- Vorstand der INITIATIVE DO IT[6]
- Oberpfalzrat Regionalmarketing Oberpfalz

## Auszeichnungen
- Verdienstkreuz am Bande des Verdienstordens der Bundesrepublik Deutschland (2023)[7]
- Bürgermedaille der Stadt Amberg (2016)[8]
- Bürgermedaille in Gold der Stadt Weiden in der Oberpfalz (2009)[9]